# Martín Merino y Gómez
No s'ha de confondre amb el seu contemporani Jerónimo Merino Cob, també amb el malnom de "cura Merino".
Martín Merino y Gómez (Arnedo, 1789 - Madrid, 7 de febrer de 1852), també conegut com el cura Merino o l'apòstata, fou un religiós espanyol i activista liberal, més conegut per haver dut a terme un intent de regicidi contra la reina Isabel II el 1852, raó per la qual fou executat.

## Biografia
Fill d'una família de pagesos de La Rioja, a principis del segle xix va ingressar en un convent franciscà de Santo Domingo de la Calzada, que va abandonar en esclatar la Guerra del Francès per unir-se a una partida de guerrillers que actuava a la província de Sevilla; es va ordenar com a sacerdot el 1813 a Cadis; en acabar la guerra va tornar al convent fins a 1819, data en la qual a causa de les seves idees liberals es va exiliar a Agen.
En 1821 va tornar a Espanya i se secularitzà; en 1822 va ser amonestat per increpar i insultar al rei Ferran VII i poc després va prendre part en els successos de juliol d'aquest mateix any a Madrid, per la qual cosa va estar pres durant uns mesos; acollint-se a l'amnistia de 1824 va tornar a emigrar a França, residint a Agen i Bordeus, on es va col·locar de capellà rector fins a 1841. Aquest any va tornar a Espanya i va entrar com capellà a l'església de San Sebastián de Madrid.
| «Era el Merino alt, prim, pèl enterament blanc i de constitució robusta. Descurat en el seu vestit, poc expansiu i menys afectuós en el tracte social, se'l veia gairebé sempre sol per mancar de veritables amics». |

El 1843 va guanyar un premi de 5.000 duros en la loteria, amb el qual va organitzar un negoci de préstecs d'interessos elevats que li provocaria diversos conflictes amb els deutors; un d'aquests, mantingut amb un altre religiós, va provocar que en 1846 fos traslladat a l'església de San Millán, de la que en fou expulsat poc després.
De caràcter arrogant, irascible i solitari, àvid lector i bon coneixedor dels textos clàssics, tenia la seva residència fixada en el carreró de l'Infierno, número 2, amb la companyia d'una criada anomenada Dominga Castellanos, i les visites ocasionals del sacerdot de l'església de San Justo.
Segons les seves pròpies declaracions, el seu mitjà de vida a la capital era exercir com a saltatumbas.

### Atemptat contra la reina Isabel II

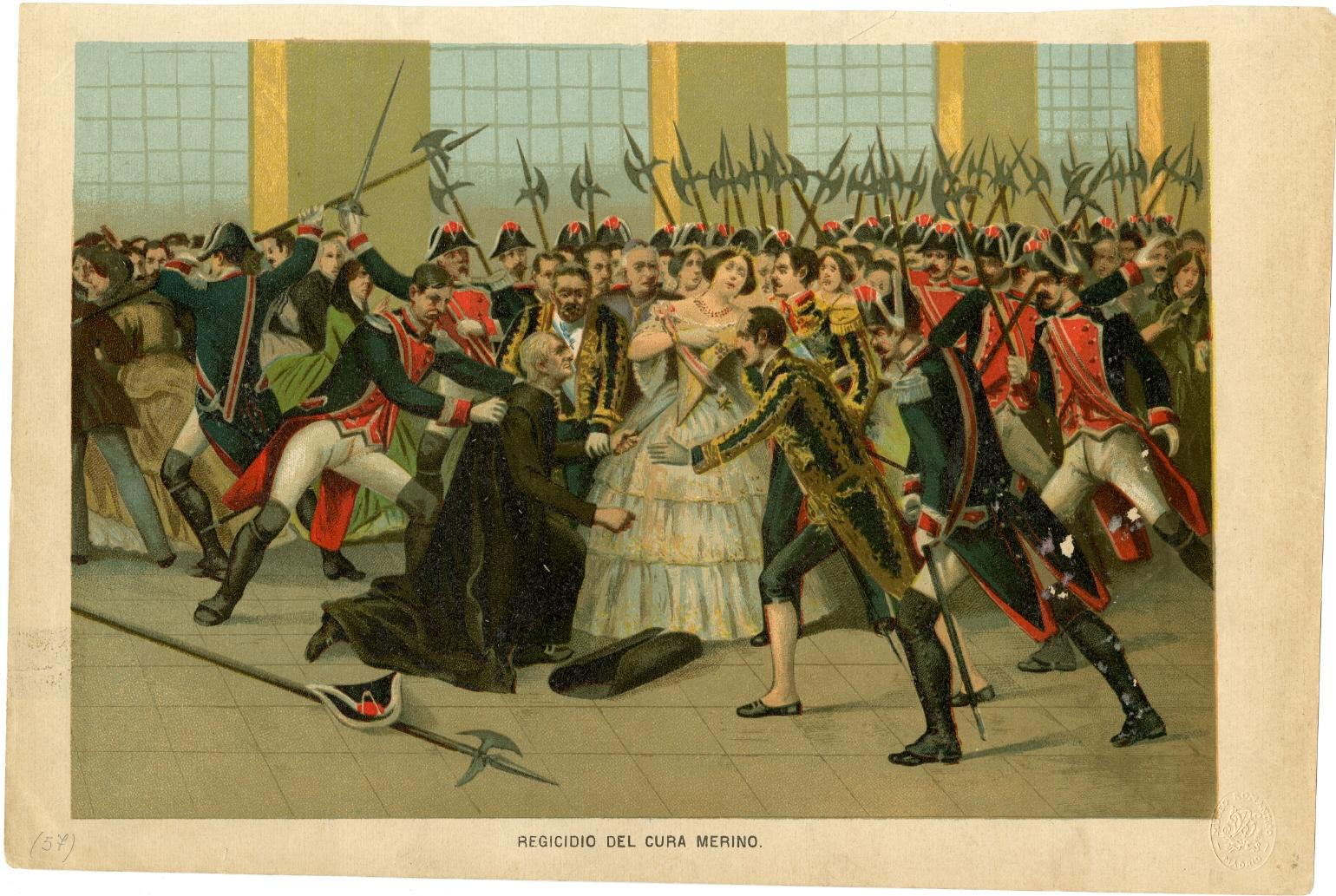
Estampa de l'atemptat contra Isabel II (c. 1852, al Museo del Traje de Madrid)

El dilluns 2 de febrer de 1852, mes i mig després d'haver donat a llum a la infanta Isabel, la reina Isabel II es trobava a l'interior del Palau Reial, disposant-se per acudir a la missa de parida a l'església d'Atocha de Madrid. Merino, després d'haver assistit a missa a l'església de San Justo aquell mateix matí, va aconseguir entrar a l'edifici sense ser detingut per la Guàrdia Reial, emparat amb els seus hàbits.
Quan tots dos es van trobar a una de les galeries del palau a les 13:15, Merino va extreure de la seva sotana un estil de fulla estreta i calada, d'una quarta de longitud, comprat al Rastro anys abans, i va assestar a la reina una ganivetada a la part anterior i superior de l'hipocondri dret, fregant el braç del mateix costat i provocant-li una ferida d'uns 15 mil·límetres d'amplària; el cop va ser esmorteït pel recamat d'or del vestit i per les balenes de la cotilla de la reina. Immediatament després de l'atemptat Merino va ser detingut pels alabarders de la Guàrdia Reial sense oposar resistència; després d'un primer interrogatori en el qual va confessar haver actuat en solitari i tenir intencions d'assassinar al president Ramón María Narváez o a la regent Maria Cristina de Borbó-Dues Sicílies, aquesta mateixa nit va ser conduït a la presó del Saladero.
La reina va ser traslladada a les seves habitacions, on va sofrir un esvaïment d'uns 15 minuts. En principi se sospitava que el ganivet estigués enverinat, però els metges que van fer el primer examen (Juan Francisco Sánchez, Juan Drument i Antonio Solís) descartaren aquesta possibilitat.

### Judici i execució
En la tarda del dia 3 de febrer es va celebrar el judici amb l'absència de Merino, que va declinar ser-hi present. Davant el jutge Pedro Nolasco Aurioles, el fiscal Villar y Salcedo va presentar l'acusació de regicidi amb premeditació; amb l'assistència del procurador Pascasio Lorrio, l'advocat designat d'ofici per defensar Merino, Julián Urquiola, va intentar fer valer la tesi d'alienació mental i declarar irresponsable l'acusat, però els metges de la presó van dictaminar que el reu es trobava en els seus cabals.
Aquest mateix dia el tribunal va sentenciar Merino a morir en garrot i al pagament de les costes del judici; el reu hauria de ser conduït al patíbul amb una hopa i birret grocs amb taques vermelles, vestimenta reservada als regicides i parricides, segons establia el codi penal vigent. Martín Merino fou el primer condemnat a vestir-se així. El día 5 l'audiència de Madrid confirmà la sentència.
| «Merino era un tipus moral dels més extraordinaris: barreja singular i incomprensible de cinisme, de sang freda, de bondat comuna, d'insolent candor fins al mateix crim. (...) les seves respostes inesperades eren pròpies d'un boig o d'un filòsof, d'un savi o d'un energumen, d'un home honrat o d'un pervers criminal». |

Comissionat per l'arquebisbe de Toledo, el bisbe de Màlaga Juan Nepomuceno Cascallana va procedir a la deposició de Merino de les seves ordes eclesiàstiques; va ser despullat de la seva condició de prevere, de diaca, de subdiaca i de tonsurat. Durant la cerimònia, Merino es va mantenir impassible i indiferent.
El dissabte 7 de febrer a les 12 va sortir de la presó del Saladero emmanillat, a lloms de ruc i vestit amb l'hopa i el birret grocs en direcció al Camp de Guàrdies, on s'havia instal·lat el patíbul davant d'una gran concurrència de públic. De camí al patíbul es va mantenir serè, jovial i xerraire. Després d'una breu espera al peu del cadafal, ja que l'execució havia de celebrar-se a la mateixa hora de l'atemptat, va ser executat.
Amb l'objecte d'evitar robatoris, especulacions o exaltacions posteriors de la seva persona, les autoritats van disposar que el seu cos fos cremat. i les seves cendres escampades a la fosa comuna, la qual cosa es va fer aquella mateixa tarda al cementiri general del nord. El punyal fou destruït, de la mateixa manera que els objectes personals de Mernio, entre ells una pistola trobada a casa seva.

## Conseqüències
Amb el país immers en una situació política i social convulsa, l'atemptat va ser presentat per algunes faccions partidistes com una conspiració contra la monarquia per part del clergat, donada la condició eclesiàstica del regicida o com un intent de culpar la francmaçoneria, atribuint a Merino la pertinença a alguna lògia, però encara que el govern va fer especial recalcament a esbrinar si l'atemptat era efectivament part d'una conspiració, totes les proves van assenyalar que el criminal havia actuat en solitari.
La reina Isabel va quedar completament restablida de la ferida deu dies després; en agraïment per la recuperació de la seva salut i pel naixement de la princesa, es va disposar l'obertura d'una subscripció popular per a la construcció del hospital de la Princesa. La missa de parida es va celebrar finalment el dia 18 de febrer.
Benito Pérez Galdós va incloure Merino com a personatge secundari en diversos dels seus Episodios nacionales: apareix a Las tormentas del 48, a Los duendes de la camarilla i a La revolución de julio.
Diego San José de la Torre també va relatar la historia a El cura Merino.